# Barrpraktbagge
Barrpraktbagge (Dicerca moesta) är en skalbaggsart som först beskrevs av Fabricius 1792.  Barrpraktbagge ingår i släktet Dicerca, och familjen praktbaggar. Enligt den finländska rödlistan är arten sårbar i Finland. Enligt den svenska rödlistan är arten nära hotad i Sverige. Arten förekommer på Öland, Götaland, Svealand, Nedre Norrland och Övre Norrland. Artens livsmiljö är torra och karga moar.

## Bildgalleri

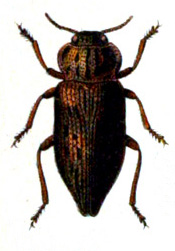